# Chicago V
Chicago V è il quarto album discografico in studio del gruppo musicale Stati Uniti d'America Chicago, pubblicato nel 1972.

## Tracce
Side 1
1. A Hit by Varèse – 4:56
2. All Is Well – 3:52
3. Now That You've Gone – 5:01
4. Dialogue (Part I) – 2:57
5. Dialogue (Part II) – 4:13

Side 2
1. While the City Sleeps – 3:53
2. Saturday in the Park – 3:56
3. State of the Union – 6:12
4. Goodbye – 6:02
5. Alma Mater – 3:56

## Formazione
- Peter Cetera - basso, voce
- Terry Kath - chitarre, voce
- Robert Lamm - tastiere, voce
- Lee Loughnane - tromba
- James Pankow - trombone
- Walter Parazaider - legni
- Danny Seraphine - batteria, percussioni